# Университет Белуджистана
Университет Белуджистана (англ. University of Balochistan) — высшее учебное заведение в Пакистане, расположено в городе Кветте провинция Белуджистан. В нём обучается 6000 студентов.

## История
Университет Белуджистана в Кветте является старейшим образовательным учреждением в провинции. Он играет важную роль в развитии Пакистана и Белуджистана. В провинции Белуджистан продолжается процесс социально-экономического развития, провинция нуждается в хорошо квалифицированных и компетентных учёных, специалистов и администраторов.

## Факультеты
В университете Белуджистана есть семь факультетов:
- Факультет естественных наук
- Фармацевтический факультет
- Медицинский факультет
- Литературный факультет
- Факультет менеджмента и административных наук
- Факультет искусств
- Юридический факультет